# Goianá
Goianá é um município brasileiro do estado de Minas Gerais. Sua população estimada em 2017 era de 3.952 habitantes.

## História
A história de Goianá está ligada à da cidade de Rio Novo, de quem se emancipou apenas em 21 de dezembro de 1995.
O povoado de Santo Antônio do Limoeiro, origem da atual cidade de Goianá, experimentou grande crescimento com a construção da Estrada de Ferro Juiz de Fora-Piau. Esta ferrovia, cuja estação de Goianá foi inaugurada em 1883, tinha um percurso de Juiz de Fora a Rio Novo, que mais tarde foi incorporada, como um ramal, pela Cia. Leopoldina Railway.
Com a criação da Rede Ferroviária Federal, o ramal que cortava a comunidade foi desativado, e a estação, demolida, restando, porém alguns imóveis residenciais e comerciais que mantêm suas características arquitetônicas.
Distrito criado com a denominação de Goianá (ex-povoado de Santo Antônio do Limoeiro), pela Lei Estadual nº 556, de 30 de agosto de 1911, subordinado ao município de Rio Novo. Assim permanecendo essa divisão territorial até 21 de dezembro de 1995, quando foi elevado á categoria de município, com a denominação de Goianá, pela Lei Estadual nº 12030, desmembrado de Rio Novo. Instalado em 1 de janeiro de 1997 .

## Arqueologia
A Caverna da Babilônia, localizada no município, é o local onde foram encontradas três múmias que datam do período pré-colombiano.

## Transportes
No município está localizado o Aeroporto Regional da Zona da Mata, que opera voos da Azul Linhas Aéreas Brasileiras e a Gol Linhas Aéreas, e atende Juiz de Fora e região.